# Veliki Rob
Il Veliki Rob (in italiano in passato Gran Ciglione, 1237 m s.l.m.) è un monte della Slovenia situato lungo il crinale del Čaven al limite meridionale della Selva di Tarnova. Si trova non molto lontano dal monte Kucelj.
La cima del monte sul suo versante meridionale scende verticalmente a strapiombo sulla Valle del Vipacco, da cui ne deriva il nome.